# Abdul Khalili
Abdul Rahman Khalili (* 7. června 1992, Helsingborgs, Švédsko) je švédský fotbalový záložník a mládežnický reprezentant palestinského původu, který od roku 2014 hraje v tureckém klubu Mersin İdmanyurdu SK.

## Klubová kariéra
Khalili hrál ve Švédsku za kluby Högaborgs BK, Helsingborgs IF a IFK Värnamo. V létě 2014 odešel do tureckého klubu Mersin İdmanyurdu SK.

## Reprezentační kariéra
Abdul Khalili nastupoval za švédské mládežnické reprezentace U17, U19 a U21.
Trenér Håkan Ericson jej nominoval na Mistrovství Evropy hráčů do 21 let 2015 konané v Praze, Olomouci a Uherském Hradišti, kde získal se švédským týmem zlaté medaile.